# 에토 다카미
에토 다카미(일본어: 江藤 隆美, 1925년 4월 10일~2007년 11월 22일)는 10선 중의원 의원을 지낸 일본의 정치인이다.

## 생애
1925년 4월 10일에 지금의 미야자키현 휴가시에서 소작농의 자식으로 태어났다. 에토가 태어날 때는 공황의 영향도 있어 집안은 매우 어려웠고 그로 인해 에토는 소학교 5학년 때 다른 지역에 가서 하루에 55센씩 받으며 일을 해야만 했다. 이후 구제 도미타카 실업학교(지금의 미야자키현립 가도가와 고등학교)를 거쳐 1947년에 구제 미야자키 농림 전문학교(지금의 미야자키 대학)를 졸업했다.
1955년에 미야자키현의회 의원 선거에 출마해 당선되어 현의원이 되었고 이후 3선까지 지냈다.
1969년 총선에 무소속으로 출마해 당선됐다. 이후 자유민주당에 입당했다. 1973년에 나카가와 이치로가 주최한 청람회 결성에 이시하라 신타로 등과 함께 참여했으며 1974년 농림정무차관, 1976년 국토정무차관을 거쳐 1983년에 자민당 국회대책위원장에 취임했다. 이 무렵부터 당인파 의원으로서 주목받기 시작했다.
1985년 12월에 출범한 제2차 나카소네 내각 (제2차 개조)에서 건설상으로 입각해 7개월 재임했다. 1989년 6월 우노 내각에서 간사장 대리가 되었지만 곧 진행된 참원선에서 도이 다카코가 이끄는 일본사회당의 마돈나 선풍, 총리대신 우노 소스케의 게이샤 스캔들, 소비세 도입 논란, 리크루트 사건 등의 여파가 겹쳐 자민당 역사상 유례가 없는 대참패를 당했다.
1989년 8월에 출범한 제1차 가이후 내각에서 운수상으로 입각해 4개월을 재임했다. 이때 총선을 치렀는데 현직 운수상 신분임에도 낙선했다. 운수상으로서 나리타 국제공항 2기 공사를 추진하기 위해 현지 시찰을 자주 갔고 다른 후보들을 지원하러 다녀 정작 자신의 선거구는 거의 방문하지 못한 것이 패배의 원인이 되었다. 이후 1993년 총선에서 당선돼 국정에 복귀할 수 있었다.
1995년 8월에 무라야마 내각 (개조)이 발족하자 총무청 장관으로 취임했지만 11월에 "식민지 시대에 일본은 나쁜 짓도 했지만 좋은 짓도 했다"라는 발언을 했다가 비판을 받고 사임했다. 1998년 총재 선거에서 가지야마 세이로쿠를 지지했지만 오부치 게이조에게 패배했다. 그 해 11월 3일에 훈1등 욱일대수장을 수훈했다.
1999년 3월 가메이 시즈카 등과 함께 일본 국민의 정신문화 재구축, 신중함과 품격이 있는 일본인 본래의 국민성의 부활을 표방하며 새로운 파벌인 지수회를 결성했다. 2000년에는 자민당 종합농정조사회 최고고문 겸 대책본부장으로서 구제역 조사를 진두지휘했다.
2001년 총재 선거에서 에토는 가메이를 지지했지만 의원 표결 전에 가메이는 고이즈미 준이치로와 9개항의 정책 협정을 맺고 후보를 사퇴했다. 그리고 고이즈미가 선거에서 승리했다. 그런데 선거 다음 날 에토, 모리 요시로, 가메이가 회동했을 때 지수회 소속 히라누마 다케오가 가메이에게 전화를 해서 정조회장직을 부탁받았다고 보고를 했다. 가메이가 고이즈미와 맺은 9개항의 정책 협정에는 인사 상담이 포함되어 있었는데 고이즈미가 이를 무시하고 멋대로 인사를 결정한 것이었기에 가메이는 화가 났지만 히라누마라면 괜찮다고 생각해 이를 받아들이려 했다. 하지만 에토가 전화를 빼앗아 화를 내며 거절해서 히라누마는 정조회장에 취임하지 못했다. 히라누마는 대신 경산상이 되었으며 정조회장 자리는 아소 다로에게 돌아갔다.
이후 고이즈미가 도로공단 민영화를 주장하자 도로족의원으로서 강하게 반발했다. 이에 고이즈미는 일본의 우정민영화에 맹렬히 반대한 가메이와 함께 에토를 저항 세력으로 규정했다. 에토도 지지 않고 고이즈미와 경제재정정책상 다케나카 헤이조를 '미국 물을 먹은 미숙한 무리들'이라며 비난했다.
이후 2003년 총선에 불출마하면서 정계를 은퇴했다. 2007년 11월 22일 베트남 호찌민시를 방문했다가 한 호텔에서 자고 있을 때 심장발작을 일으켜 사망했다. 향년 82세.

## 정책
자민당을 대표하는 매파 의원이었으며 나카소네파에서는 와타나베 미치오, 우노 소스케, 후지나미 다카오, 야마사키 다쿠 등과 함께 간부로서 상당한 발언력을 가졌다.
소속 파벌은 나카소네 야스히로가 이끌었던 정책과학연구소였으며 이후 세이와 정책연구회를 이탈한 가메이 시즈카와 손을 잡아 지수회를 창설한 뒤에는 지수회 소속이 되었다. 지수회는 창설 이후 무라카미 마사쿠니와 가메이가 공동 회장으로 있었다. 그러다 1999년 7월에 무라카미가 참의원 의원회장이 되면서 회장직을 내려 놓자 가메이가 단독 회장이 되어야 한다는 목소리가 나왔지만 정작 가메이는 야마나카 사다노리, 나카야마 마사아키와 같은 완고한 중진들을 통제하기 어렵다며 에토에게 공동 회장이 되어줄 것을 청했다. 에토는 돈이 없다는 이유로 한 차례 거절했지만 가메이가 지원하겠다고 말을 하자 에토는 공동 회장 제안을 받아들였다. 이후 에토는 2003년에 회장직에서 물러났고 가메이는 단독 회장이 되었다.

### 나리타 국제공항 문제
1989년 11월 30일 산리즈카 시바야마 연합공항반대동맹(반대동맹) 아쓰타파는 운수상으로 재직하던 에토에게 공개 질문서를 보냈다. 에토는 나리타 공항 문제에 대해 "지역에 충분한 설명을 드리지 못했던 것이 문제의 장기화를 초래했다"라고 답변하며 유감의 뜻을 표명한 문서를 보낸 뒤 12월 4일 기자회견에서 이 사실을 밝혔다. 운수상이 공개적으로 나리타 공항 문제로 과거의 잘못을 인정한 것은 처음 있는 일이었다.
에토는 1990년 1월 30일에 현지를 방문했다. 반대동맹 아쓰타파에 속하는 주민들은 에토가 농민 출신이기에 "에토는 반드시 도게자해서 사과를 할 거다", "그녀석은 그걸 할 수 있는 남자다", "녀석이 먼저 도게자를 하면 우리가 불리해진다"라고 예상해 반대동맹의 이미지를 지키기 위한 퍼포먼스로서 자신들이 먼저 도게자를 하기로 했다. 그런데 관용차를 타고 올 거라 생각됐던 에토가 라이트 밴을 타고 나타나자 주민들은 순간 당황했다. 하지만 계획대로 노인들이 도로에 뛰어들어 도게자를 하면서 '더 이상 농민들을 괴롭히지 말아달라'고 호소하자 에토도 무릎을 꿇고 노인들의 손을 잡으며 얘기를 꺼냈다. 이후 비가 오고 있었음에도 농가를 돌며 주민들의 이야기를 경청했다.
이후 요코보리공민관에서 농민들과 회담이 이어졌다. 에토가 누군가 책임을 져야 한다면 내가 지겠다고 하자 한 농민이 "아무나 데바보초를 가져와라. 대신의 배를 갈라보자고"라고 응대했으며 또 에토가 나리타 공항의 상황을 설명하려 하자 한 농민이 "전차를 끌고 가서 짓밟아버리겠다"라고 하는 등 격렬한 상황이 1시간 30분 정도 이어졌다. 회담 자체는 평행선을 달렸지만 현직 운수상이 직접 농민들과 대화를 한 것 자체가 당시로선 획기적인 일로 받아들여졌으며 회담에 참여했던 청년행동대를 중심으로 한 농민들 중 일부는 진심을 말하는 에토에게 나쁜 인상을 받지 않았다고도 말했다.
이 회담 이후 치러진 총선에서 에토는 낙선했지만 이후에도 운수상을 사임하기 직전까지 정부의 성의를 보이고 싶다며 반대동맹 오가와파의 대표 오가와 가키치의 집을 방문하기도 했다. 오가와는 에토를 2시간이나 기다리게 한 뒤 끝내 만나주지 않았지만 이후 오가와는 1996년에 신도쿄국제공항공단의 용지 매각에 응해서 반대 투쟁을 끝냈다.
현역 운수상이 반대파 주민들과 대화하기 위해 현지를 직접 찾은 건 에토가 처음이었고 그 덕에 대화의 실마리를 제공했단 점에서 반대동맹 아쓰타파 사무국장은 에토를 나리타 문제 최대의 공로자로 평했다. 1990년 총선에서 낙선했던 에토가 1993년 총선에서 다시 당선되자 공항 주변의 주민들 50명이 당선을 축하하는 모임을 열었고 에토가 훈1등 욱일대수장을 수훈했을 때도 축하연을 열었다. 에토가 정계를 은퇴하자 아쓰타파는 에토를 초대해 위로회를 열어주었다.

## 논란
1995년 10월에 총리대신 무라야마 도미이치가 "「한일병합조약」은 당시의 국제관계 등 역사적 사정에서 법적으로 유효하게 체결되어 실시된 것"이라고 정부 견해를 밝혔다. 이에 한 기자가 총무청 장관이던 에토에게 질문을 하자 에토는 "여기서부턴 잡담이다. 기사에 쓸 얘기는 아니고 메모도 하지 않았으면 한다. 젊은 여러분께 참고삼아 말씀드린다"라며 "조약은 법적으로 유효했다", "식민지 시대에 일본은 좋은 일을 했다"라고 말했다. 이는 오프 더 레코드를 전제로 한 발언이었지만 회원제 월간지 『센타쿠』가 에토의 실명은 거론하지 않은 채 에토의 발언을 폭언이란 제목을 달아 기사로 썼다. 그리고 이를 대한민국의 『동아일보』가 「에토 장관의 망언」이라며 에토를 지명해 보도를 내면서 순식간에 외교 문제로 비화했다.
이에 일본의 언론에서 오프 더 레코드를 해제해줄 것을 에토에게 요구했으나 에토는 이를 거절하고 강경한 입장을 취하고자 했다. 하지만 에토의 발언이 부적절했다며 성토하는 여론이 빗발쳤고 옴진리교 사건을 계기로 제출된 「종교법인법」 개정 심의에 지장을 줄 수 있다는 우려마저 나오자 에토는 장관을 사임했다. 이 무렵 오키나와현지사 오타 마사히데가 미국 군용지 강제 사용 절차에 대한 대리 서명을 거부한 사건이 일어났는데 이 과정에서 방위시설청 장관 호슈야마 노보루가 오프 더 레코드를 전제로 총리대신을 향해 멍청하다고 비판했다가 사임하는 일이 발생해 오프 더 레코드에 대한 논쟁도 커져갔다.
이후 에토는 2003년 7월 12일 후쿠이시에서 열린 강연에서 일본이 과거에 일으킨 전쟁이 모두 정당하지는 않다면서도 "침략 전쟁이었다고 머리를 숙이고 우리나라가 나쁘다고 말해 왔다"라며 일본의 총리대신들이 이에 대해 사과한 것을 비판했다. 「한일병합조약」에 대해 "양국이 조인하고 국련이 조건 없이 승인했다"라고 발언했으며(국제연맹은 1920년, 국제연합은 1945년에 발족한 기구이며 「한일병합조약」은 1910년에 체결된 것이다) 난징 대학살에 대해서는 "난징 대학살이 30만 명 정도라는 것은 날조된 거짓말"이라고 주장했다. 에토의 발언에 대해 한중 양국과 야당은 강력하게 반발했다.

## 역대 선거 기록
|  | 25.2% |

|  | 21.1% |

|  | 18% |

|  | 19.4% |

|  | 22.9% |

|  | 21.1% |

|  | 29.3% |

|  | 23.7% |

|  | 35.1% |

|  | 55.48% |

|  | 66.55% |

## 참고 문헌
- 三里塚からの農民宣言編集委員会, 편집. (1990년 3월 29일), 《三里塚からの農民宣言―とりもどそう、緑と大地を!》, 三里塚芝山連合空港反対同盟（熱田派）<監修>, 七つ森書館
- 《「真の悪役」が日本を救う ポピュリズムは最後に民衆を苦しめる》. 東京: 講談社. 2003. ISBN 4-06-211883-1. OCLC 167771845.

| 전임 기베 요시아키 | 제49대 건설대신 1985년 12월 28일~1986년 7월 22일 | 후임 아마노 고세이 |

| 전임 야마무라 신지로 | 제62대 운수대신 1989년 8월 10일~1990년 2월 28일 | 후임 오노 아키라 |

| 전임 야마구치 쓰루오 | 제16대 총무청 장관 1995년 8월 8일~1995년 11월 13일 | 후임 나카야마 마사아키 |